# Военный учебный центр

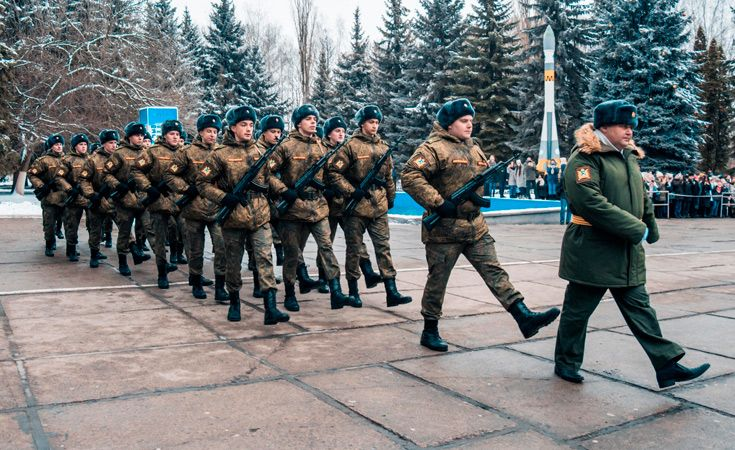
Колонна студентов Юго-Западного государственного университета марширует на плацу во время занятий в военном учебном центре

Военный учебный центр — формирование при высшем учебном заведении (вуз), где осуществляется подготовка кадровых офицеров для их последующей службы по контракту после окончания высшего учебного заведения в Вооружённых Силах Российской Федерации или иным федеральным органом исполнительной власти, в котором по закону предусмотрена военная служба, а также офицеров запаса, рядовых и сержантов запаса.
Общее руководство военной подготовкой граждан в военных учебных центрах при федеральных государственных образовательных учреждениях высшего профессионального образования осуществляет Главное управление кадров Министерства обороны Российской Федерации.
1 января 2019 года вступили в силу поправки в Федеральный закон от 28.03.1998 № 53-ФЗ «О воинской обязанности и военной службе», содержащиеся в Федеральном законе от 03.08.2018 № 309-ФЗ.
До вступления в силу этих поправок система военной подготовки среди студентов гражданских вузов велась в двух формах: 1) военные кафедры и факультеты военного обучения; 2) учебные военные центры. Проходя военную подготовку на военной кафедре или факультете военного обучения, студент после окончания вуза становился рядовым, сержантом или офицером запаса. Проходить действительную военную службу по призыву после этого от него не требовалось (если не принимать в расчёт гипотетическую возможность призыва на краткосрочные военные сборы в мирное время и мобилизации в военное время). Те же студенты, которые обучались в учебных военных центрах, после окончания вуза становились офицерами и были обязаны отслужить 3 года на действительной военной службе в Вооружённых силах РФ на офицерской должности в соответствии с полученной военно-учётной специальностью. После вступления в силу указанных поправок подготовка как офицеров для действительной службы, так и офицеров, сержантов и рядовых запаса стала осуществляться только в новообразованных военных учебных центрах.
В развитие нового закона Правительством Российской Федерации было принято Постановление от 03.07.2019 № 848, которым был утверждён порядок функционирования новых военных учебных центров. Также Правительством Российской Федерации было издано Распоряжение от 13.03.2019 № 427-р, в котором содержится перечень из 93 гражданских вузов, при которых организуются военные учебные центры.
Указом Президента Российской Федерации от 26.01.2019 № 18 были внесены изменения в Положение о порядке прохождения военной службы. Этими изменениями слова «военные кафедры», «факультеты военного обучения», «учебные военные центры» были заменены на слова «военные учебные центры».
В связи с указанными изменениями все ранее существовавшие военные кафедры, факультеты военного обучения и учебные военные центры при гражданских вузах были упразднены.
Обучение в новых военных учебных центрах осуществляется по трём основным программам: для кадровых офицеров, для офицеров запаса, для сержантов и рядовых запаса.
Сокращённое наименование — ВУЦ при ВУЗе.
При поступлении студенты заключают договор об обучении, а по окончании контракт с Минобороны России и должны будут отслужить три года офицерами ВС или, по согласованию с Министерством обороны, в органах исполнительной власти, где предусмотрена военная служба.
26 сентября 2023 года глава Минобороны РФ Сергей Шойгу сообщил о том, что в 2022 году количество военных учебных центров при высших учебных заведениях было увеличено на 16 единиц, благодаря чему на две тысячи увеличилось количество студентов, проходящих воинскую службу. По словам министра, количество ВУЦ будет доведено до 128 в 75 регионах России.

## Основные нормативно-правовые акты, регламентирующие деятельность военного учебного центра
- Федеральный закон «О воинской обязанности и военной службе»
- Федеральный закон «О статусе военнослужащих»
- Постановление Правительства Российской Федерации от 3 июля 2019 г. № 848 «Об утверждении Положения о военных учебных центрах при федеральных государственных образовательных организациях высшего образования и о признании утратившими силу некоторых актов Правительства Российской Федерации»
- Приказ Министра обороны Российской Федерации и Министерства науки и высшего образования Российской Федерации от 13.02.2020 № 66/212 «Об установлении Порядка замещения должностей работников военного учебного центра при федеральной государственной образовательной организации высшего образования, Перечня отчетных документов, а также документов, которые разрабатываются и ведутся в военном учебном центре при федеральной государственной образовательной организации высшего образования, документов по планированию, организации проведения образовательной деятельности, учету граждан, проходящих военную подготовку, учету и обслуживанию военной техники, Порядка контроля организации деятельности военных учебных центров при федеральных государственных образовательных организациях высшего образования и проведения военной подготовки»
- Распоряжение Правительства Российской Федерации от 13.03.2019 № 427-р «О создании военных учебных центров при федеральных государственных образовательных организациях высшего образования»
- Постановление Правительства Российской Федерации от 6 декабря 2007 г. № 846 «О выплатах гражданину Российской Федерации, обучающемуся по программе военной подготовки в учебном военном центре при федеральном государственном образовательном учреждении высшего профессионального образования»
- Постановление Правительства Российской Федерации от 1 октября 2007 г. № 629 «Об исчислении размера подлежащих возмещению средств федерального бюджета, затраченных на военную подготовку граждан Российской Федерации в учебных военных центрах при федеральных государственных образовательных учреждениях высшего профессионального образования»
- Постановление Правительства РФ от 4 июля 2013 г. № 565 «Об утверждении Положения о военно-врачебной экспертизе»
- Распоряжение Правительства Российской Федерации от 6 марта 2008 г. № 275-р «Об учебных военных центрах, факультетах военного обучения и военных кафедрах при федеральных государственных образовательных учреждениях высшего профессионального образования»
- Положение о порядке прохождения военной службы, утвержденное указом Президента Российской Федерации от 16 сентября 1999 г. № 1237 «Вопросы прохождения военной службы»
- Федеральный закон от 3 августа 2018 г. № 309-ФЗ «О внесении изменений в отдельные законодательные акты Российской Федерации в части совершенствования военной подготовки студентов федеральных государственных образовательных организаций высшего образования»
- Федеральный закон от 01.03.2020 № 40-ФЗ «О внесении изменений в Федеральный закон „О денежном довольствии военнослужащих и предоставлении им отдельных выплат“»
- Статья 15.1 Федерального закона «О статусе военнослужащих»
- Постановление Правительства Российской Федерации от 12 ноября 2008 года № 847 «О порядке обеспечения военнослужащих, направленных не на воинские должности без приостановления им военной службы, всеми видами довольствия, предусмотренными федеральными законами и иными нормативными правовыми актами Российской Федерации для военнослужащих, проходящих военную службу по контракту»

## Список военных учебных центров при высших учебных заведениях[8]
1. Военный учебный центр при Алтайском государственном техническом университете им. И. И. Ползунова
2. Военный учебный центр при Балтийском государственном техническом университете «ВОЕНМЕХ» имени Д. Ф. Устинова, г. Санкт-Петербург
3. Военный учебный центр имени Героя Советского Союза генерала армии Н. Ф. Ватутина при Белгородском государственном технологическом университете им. В. Г. Шухова
4. Военный учебный центр при Волгоградском государственном аграрном университете
5. Военный учебный центр при Воронежском государственном техническом университете
6. Военный учебный центр при Воронежском государственном университете
7. Военный учебный центр при Восточно-Сибирском государственном университете технологий и управления
8. Военный учебный центр при Всероссийском государственном университете юстиции (РПА Минюста России)
9. Военный учебный центр при Государственном морском университете имени адмирала Ф. Ф. Ушакова
10. Военный учебный центр при Государственном университете по землеустройству
11. Военный учебный центр при Государственном университете морского и речного флота имени адмирала С. О. Макарова
12. Военный учебный центр при Дальневосточном государственном университете путей сообщения, г. Хабаровск
13. Военный учебный центр при  Дальневосточном федеральном университете (ДВГТУ имени В. В. Куйбышева), г. Владивосток
14. Военный учебный центр при Донском государственном техническом университете (Ростовском государственном строительном университете)
15. Военный учебный центр при Забайкальском государственном университете
16. Военный учебный центр при Ивановском государственном энергетическом университете имени В. И. Ленина
17. Военный учебный центр при Иркутском национальном исследовательском техническом университете
18. Военный учебный центр при Иркутском государственном университете
19. Военный учебный центр при Казанском государственном техническом университете им. А. Н. Туполева — КАИ
20. Военный учебный центр при Казанском национальном исследовательском технологическом университете
21. Военный учебный центр при Камчатском государственном техническом университете
22. Военный учебный центр при Ковровской государственной технологической академии имени В. А. Дегтярева
23. Военный учебный центр при Комсомольском-на-Амуре государственном техническом университете
24. Военный учебный центр при Костромском государственном университете
25. Военный учебный центр при Крымском федеральном университете им. В. И. Вернадского
26. Военный учебный центр при Кубанском государственном аграрном университете, г. Краснодар
27. Военный учебный центр при Кузбасском государственном техническом университете, им. Т. Ф. Горбачева
28. Военный учебный центр при Морском государственном университете им. адмирала Г. И. Невельского
29. Военный учебный центр при Московском авиационном институте (государственном техническом университете)
30. Военный учебный центр при Московском автомобильно-дорожном государственном техническом университете (МАДИ)
31. Военный учебный центр при Московской академии Следственного комитета Российской Федерации
32. Военный учебный центр при Московском государственном институте международных отношений (университете) Министерства иностранных дел Российской Федерации
33. Военный учебный центр при Московском государственном лингвистическом университете
34. Военный учебный центр при Московском государственном медико-стоматологическом университете
35. Военный учебный центр при Московском государственном техническом университете имени Н. Э. Баумана
36. Военный учебный центр при Московском государственном юридическом университете
37. Военный учебный центр при МИРЭА — Российском технологическом университете
38. Военный учебный центр при Московском государственном университете геодезии и картографии
39. Военный учебный центр при Московском государственном университете имени М. В. Ломоносова
40. Военный учебный центр при Московском физико-техническом институте (государственном университете)
41. Военный учебный центр при Мурманском государственном техническом университете
42. Военный учебный центр при Национальном исследовательском Московском государственном строительном университете
43. Военный учебный центр при Национальном исследовательском университете Высшая школа экономики
44. Военный учебный центр при Национальном исследовательском университете МЭИ
45. Военный учебный центр при Национальном исследовательском Томском государственном университете
46. Военный учебный центр при Национальном исследовательском Томском политехническом университете
47. Военный учебный центр при Национальном исследовательском университете Московском институте электронной техники (техническом университете)
48. Военный учебный центр при Национальном исследовательском Нижегородском государственном университете имени Н. И. Лобачевского
49. Военный учебный центр при Национальном исследовательском ядерном университете «МИФИ»
50. Военный учебный центр при Омском государственном техническом университете
51. Военный учебный центр при Пензенском государственном университете
52. Военный учебный центр при Московском государственном медицинском университете имени И. М. Сеченова
53. Военный учебный центр при Петрозаводском государственном университете
54. Военный учебный центр при Российской таможенной академии
55. Военный учебный центр при Российском государственном аграрном университете имени К. А. Тимирязева
56. Военный учебный центр при Российском государственном гидрометеорологическом университете
57. Военный учебный центр при Российском государственном университете нефти и газа имени И. М. Губкина, г. Москва
58. Военный учебный центр при Российском государственном университете правосудия
59. Военный учебный центр при Российском университете транспорта (МИИТ)
60. Военный учебный центр при Ростовском государственном медицинском университете
61. Военный учебный центр при Ростовском государственном университете путей сообщения
62. Военный учебный центр при Рязанском государственном радиотехническом университете им. В.Ф. Уткина
63. Военный учебный центр имени Героя Советского Союза генерала Губанова Г.П. при Самарском национальном исследовательском университете им. академика С. П. Королева
64. Военный учебный центр при Самарском государственном техническом университете
65. Военный учебный центр при Санкт-Петербургской академии Следственного комитета Российской Федерации
66. Военный учебный центр при Санкт-Петербургском горном университете
67. Военный учебный центр при Санкт-Петербургском государственном университете
68. Военный учебный центр при Санкт-Петербургском государственном университете аэрокосмического приборостроения
69. Военный учебный центр при Санкт-Петербургском государственном электротехническом университете «ЛЭТИ» им. В. И. Ульянова (Ленина)
70. Военный учебный центр при Санкт-Петербургском национальном исследовательском университете информационных технологий, механики и оптики
71. Военный учебный центр при Санкт-Петербургском политехническом университете имени Петра Великого
72. Военный учебный центр при Санкт-Петербургском государственном морском техническом университете
73. Военный учебный центр при Санкт-Петербургском государственном университете телекоммуникаций им. М. А. Бонч-Бруевича
74. Военный учебный центр при Саратовском государственном техническом университете им. Гагарина Ю. А.
75. Военный учебный центр при Севастопольском государственном университете
76. Военный учебный центр при Северо-Кавказском федеральном университете
77. Военный учебный центр при Северо-Осетинском государственном университете им. К. Л. Хетагурова
78. Военный учебный центр при Сибирском государственном автомобильно-дорожном университете (СибАДИ)
79. Военный учебный центр при Сибирском государственном аэрокосмическом университете имени М. Ф. Решетнева, г. Красноярск
80. Военный учебный центр при Сибирском государственном университете телекоммуникаций и информатики, г. Новосибирск
81. Военный учебный центр при Сибирском федеральном университете, г. Красноярск
82. Военный учебный центр при Тамбовском государственном университете имени Г. Р. Державина
83. Военный учебный центр при Тихоокеанском Государственном Медицинском Университете
84. Военный учебный центр при Тольяттинском государственном университете
85. Военный учебный центр при Тувинском государственном университете
86. Военный учебный центр при Тульском государственном университете
87. Военный учебный центр при Ульяновском институте гражданской авиации имени Главного маршала авиации Б. П. Бугаева
88. Военный учебный центр при Уральском Федеральном Университете им. первого Президента России Б. Н. Ельцина, г. Екатеринбург
89. Военный учебный центр при Уфимском университете науки и технологии
90. Военный учебный центр при Финансовом университете при Правительстве Российской Федерации
91. Военный учебный центр при Юго-Западном государственном университете
92. Военный учебный центр при Южно-Российском государственном техническом университете, г. Новочеркасск
93. Военный учебный центр при Южно-Уральском государственном университете
94. Военный учебный центр при Южном федеральном университете, г. Ростов-на-Дону

27 декабря 2022 года Председатель Правительства Российской Федерации своим распоряжением поручил дополнительно создать 16 ВУЦ при федеральных вузах.

## Сравнительная характеристика студентов (курсантов) ВУЦ
Основные различия между студентами, обучающимися по программе подготовки офицеров для службы по контракту и по программе военной подготовки офицеров, сержантов, старшин, солдат, матросов запаса .
| Основные критерии        | Военная подготовка офицеров для службы по контракту | Военная подготовка офицеров, сержантов, старшин, солдат, матросов запаса |
| ------------------------ | --- | --- |
| Распорядок               | День в неделю (либо весь период обучения в ВУЗе) посвящает военному обучению (носит военную форму одежды) | День в неделю посвящает военному обучению (носит военную форму одежды) |
| Возраст                  | до 24 лет | до 30 лет |
| Форма военной подготовки | Статья 20 Закона № 53-ФЗ «О воинской обязанности и воинской службе» теперь предусматривает две основных формы военной подготовки студентов | Статья 20 Закона № 53-ФЗ «О воинской обязанности и воинской службе» теперь предусматривает две основных формы военной подготовки студентов                                                                                        |
| Форма военной подготовки | обучение по программе военной подготовки для прохождения военной службы по контракту (ч.1 ст. 20) | обучение по программе военной подготовки офицеров запаса, программе военной подготовки сержантов, старшин запаса либо программе военной подготовки солдат, матросов запаса (ч. 4 ст. 20)                                          |
| Стипендия                | Получает доплату от Министерства обороны (150 % на 1 курсе и 300—400 % на 2—4 курсах от базовой стипендии, эти проценты прибавляются к студенческой стипендии) выплачивается из средств федерального бюджета (ч. 1 ст. 20 ФЗ-53). | Получает доплату к базовой стипендии от Министерства обороны (15 % не прошедшим военную службу по призыву, 25 % прошедшим военную службу по призыву, эти проценты прибавляются к студенческой стипендии), либо не получает ничего |
| Состояние здоровья       | Проходит медицинское освидетельствование по I графе расписания болезней | Проходит медицинское освидетельствование по I графе расписания болезней |
| Альтернативная служба    | Не может воспользоваться заменой военной службы на альтернативную гражданскую службу | Не может воспользоваться заменой военной службы на альтернативную гражданскую службу |
| Служба по окончании вуза | После окончания военного учебного центра и вуза получит звание лейтенанта, а также обязан заключить контракт о прохождении военной службы с Министерством обороны или иным федеральным органом исполнительной власти, в котором по закону предусмотрена военная служба. Срок контракта — от 3 до 5 лет. При отказе от заключения контракта должен возместить средства федерального бюджета, потраченные на обучение в военном учебном центре. | Получает звание офицера, сержанта, старшины или рядового запаса, контракт заключать не обязан. Может быть призван на военные сборы (раз в три года не более 2 месяцев).                                                           |
| При отчислении из вуза   | Обязан отслужить срочную. | Обязан отслужить срочную. |
| Кому подходит            | Тем, кто хочет: а) получить гражданскую специальность; б) стать профессиональным военным, связать свою жизнь с армией. | Тем, кто: а) выбрал желаемую гражданскую специальность; б) не планирует служить в действующей армии после окончания вуза, либо планирует по желанию.                                                                              |

## Аналоги в других странах
В США при многих гражданских вузах организованы курсы подготовки офицеров запаса (англ. Reserve Officers' Training Corps (ROTC)). Программа обучения в ROTC доступна для студентов очного отделения бакалавриата, имеющих гражданство США. Обучение длится 4 года (ровно столько же, сколько и обучение в самом бакалавриате), по окончании вуза выпускник вместе со степенью бакалавра получает звание офицера и обязан отслужить в Вооружённых силах США не менее 4 лет на действительной службе и 4 лет в резерве.
Схожие программы существуют в Соединённом Королевстве и ряде других стран.